# MS62
De MS62 was een type treinstel van de NMBS. De treinstellen maakten deel uit van de klassieke motorstellen waarvan er tussen 1939 en de jaren 1970 ongeveer 500 op het spoor verschenen.
De productie van de MS62 spreidde zich over de jaren 1962, 1963 en 1965 en is gebaseerd op het type MS54 en MS55, het waren de eerste met schijfremmen. 20 treinstellen werden gemaakt door de eigen NMBS-ateliers in Mechelen. De overige 80 werden door private bedrijven gebouwd. De werkplaats van Salzinnes leverde de draaistellen voor de MS62.
De stellen die in 1965 werden gebouwd hadden in tegenstelling tot de MS62 die in 1962 en 1963 werden gebouwd, horizontale lichten in plaats van de gebruikelijke verticale lichten.
De AM/MS62-stellen waren eerst genummerd van 228.151 tot en met 228.270. In 1971 werden ze in de vierdelige nummering  151-270 genummerd (de 0, het cijfer dat aanduidt dat het om een motorstel gaat, werd niet gebruikt). Oorspronkelijk waren de stellen groen, in de jaren 90 werden ze bordeaux gekleurd.
In 2012 verzekerde de MS62 al meer dan 50 jaar dienst op het Belgisch spoornet. Met de komst van de MS08 (Desiro's) werd hun aantal geleidelijk aan afgebouwd. In 2013 werd de laatste '62 uit dienst genomen, geen enkel stel werd bewaard. foto's van uit dienst gestelde klassiekjes
De 165 en 219 zijn verkocht aan de brandweerschool in Chièvres, de andere stellen zijn gesloopt.

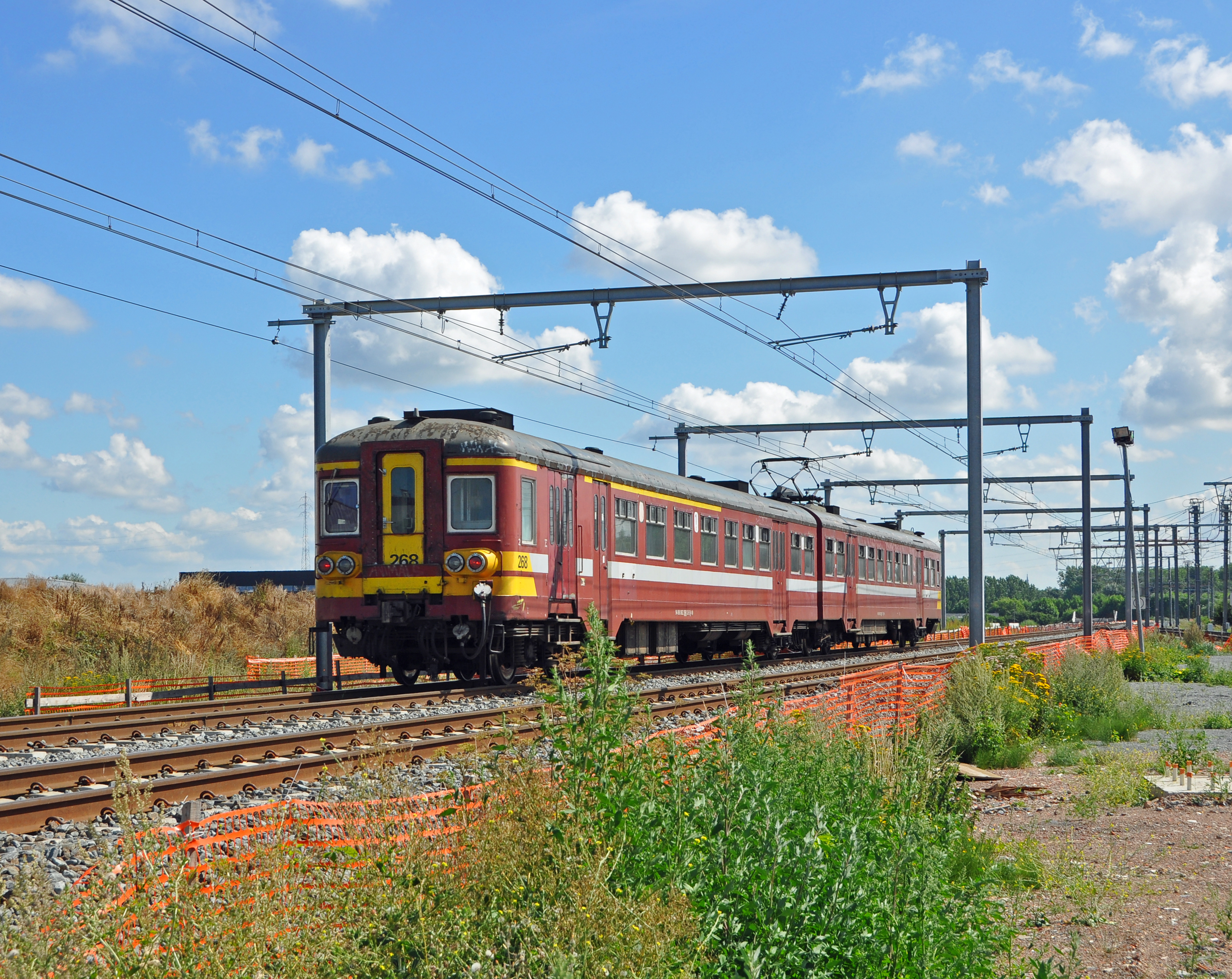
268 met horizontale lichten
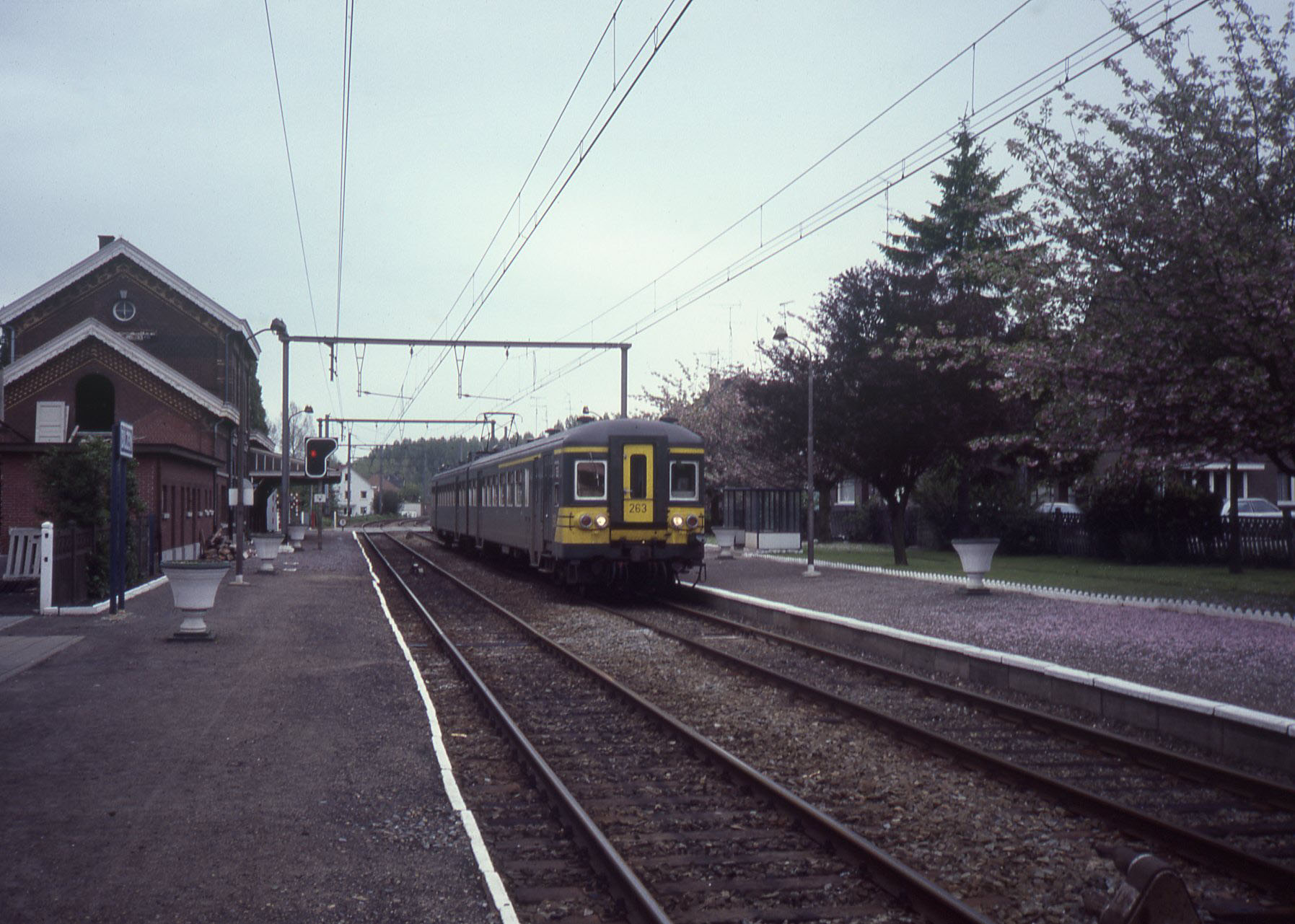
263 in oorspronkelijke groene kleur